# جس گلین
جسیکا هانا گلین (به انگلیسی: Jessica Hannah Glynne) (زادهٔ ۲۰ اکتبر ۱۹۸۹) خواننده و ترانه‌سرای انگلیسی است.